# Эгвуэкве, Азубуйке
Азубуйке́ Эгвуэкве́ (англ. Azubuike Egwuekwe; род. 16 июля 1989 года в Абудже, Нигерия) — нигерийский футболист, защитник клуба «Ан-Наср» (Бенгази). Выступал в сборной Нигерии.

## Клубная карьера
Он всю свою карьеру провёл в родной Нигерии. Азубуйке — воспитанник скромного нигерийского клуба «Насарава Юнайтед», за который дебютировал в шестнадцатилетнем возрасте. С 2007 по 2008 год защитник выступал в составе «Йерима Страйкерс».
В 2008 года Азубуйке Эгвуэкве перешёл в один из сильнейших клубов страны — «Варри Вулвз» из города Варри.
В январе 2016 года Эгвуэкве заключил годичный контракт с финским клубом «КуПС». Летом 2017 года стал игроком южноафриканского клуба «Суперспорт Юнайтед».

## Карьера в сборной
За сборную Нигерии Азубуйке провёл двенадцать матчей, выступая в основном в отборочном цикле чемпионата мира 2014 и товарищеских матчах.
В её составе он стал обладателем Кубка африканских наций 2013, однако весь турнир оставался на скамейке запасных и на поле не выходил.

## Достижения
- Обладатель Кубка африканских наций: 2013